# チャールズ・マンソン
チャールズ・ミルズ・マンソン（Charles Milles Manson、1934年11月12日 - 2017年11月19日）は、アメリカ合衆国に存在したヒッピーのコミューンの指導者であり犯罪者。1960年代末から1970年代の初めにかけて、カリフォルニア州にて「ファミリー（マンソン・ファミリー）」の名で知られるコミューンを率いて集団生活をしていた。1969年のテート・ラビアンカ殺人事件で悪名高い。

## 人物概要
ファミリーができあがり始めた当時のマンソンは、さまざまな犯罪行為のために矯正施設でそれまでの人生の半分を過ごした。殺人を犯す前の時期の彼はミュージシャンを志しており、ザ・ビーチ・ボーイズのデニス・ウィルソンとは人を介してつながりがあった。マンソンによって書かれ演奏された曲が数曲レコーディングされており、ガンズ・アンド・ローゼズ、マリリン・マンソンを含む歌手たちが、数十年にわたって彼の歌をカバーしている。マリリン・マンソンのリードボーカリスト、ブライアン・ヒュー・ワーナーは、「マンソン」の名を「悪の象徴」として使用している。
マンソンの支持者らは、1969年の7月と8月に、4か所で9件の殺人を犯した。殺人の動機についてマンソンは異議を唱えたが、ロサンゼルス郡検察はマンソンが人種間戦争の勃発を企図したと結論づけた。1971年に、第1級殺人罪と映画女優シャロン・テートを含む7人に対する殺人の共謀罪で有罪判決を受けた。検察の主張によると、マンソンは直接には殺人を指示しなかったが、マンソンの主義主張は共謀の明白な行為を構成するとされた。
カリフォルニア州の最高裁判所にて、1972年にマンソンに対する死刑が決定したが、死刑制度が一時的に廃止されたことで、マンソンは自動的に終身刑に減刑された。カリフォルニア州では、最高刑として死刑が復活したが、コーコラン刑務所に服役中のマンソンには何ら影響を及ぼすことはなかった。

## 生涯

### 生い立ち

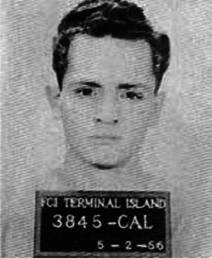
FCIターミナル・アイランドでのマグショット（1956年5月2日撮影）

1934年、オハイオ州シンシナティで、キャスリーン・マドックスとカール・スコットの間に生まれる。5歳の頃に母親とその兄（マンソンの伯父に当たる人物）のガソリンスタンドの襲撃で逮捕され懲役5年の実刑判決を言い渡されたため、祖父母の家に引き取られて育てられた。親戚宅を転々とし、12歳から孤児院で生活を始めた。16歳で救護院に収容されると、表面的には模範収容者として振舞いつつも他の収容者に重傷を負わせた罪で少年院に移った。1954年、19歳で仮釈放されるとウエイトレスとの間に子供が生まれたが、自動車泥棒で逮捕され離婚した。刑務所で矯正教育を受け、元ギャングのアルヴィン・カーピスからギターの奏法を習った。刑期を終えたマンソンは1967年3月21日に出所し、小銭とギターだけを持ってバスでカリフォルニア州サンフランシスコに向かった。

### ヒッピー・コミューンからカルト指導者へ
1960年代後半のサンフランシスコはヒッピー文化が流行だった。若者はベトナム戦争への徴兵を忌避。ハイト・アシュベリー地区では、LSDとコカインが売れていた。マンソンは路上音楽活動の傍、図書館司書のメアリー・ブルンナーと知り合い、彼女のアパートで同棲を始める。その頃から若い女達を集め、1968年にロサンゼルスのハリウッドで数十人のメンバーとなる。薬物売買、物乞い、クレジットカードの不正利用で生計を立てつつ更にメンバーを増やした。
ロック・バンド、ザ・ビーチ・ボーイズのメンバーデニス・ウィルソンは、ヒッチハイク中のファミリーの少女を乗せた縁でマンソンと親交を持ち、彼らの一部を自宅に招いた。紹介されたミュージシャンでプロデューサーのテリー・メルチャーのプロデュースによって、マンソンはシンガー・ソングライターとしてデビューする予定だったが、実現しなかった。
1968年5月、ウィルソンの転居と同時期に彼の屋敷から出たマンソンの一行は、カリフォルニア州チャッツワースにある西部映画撮影用のスパーン牧場を知った。地権者である盲目の老人、ジョージ・スパーンは、馬の世話や日々の雑用と引き換えにファミリーの牧場への転居を認めた。ここで彼らは量販店から廃棄食料を調達し、たいていの時間は薬物で陶酔するかセックスをして過ごしていた。

### 最終戦争「ヘルタースケルター」
マンソンはサイエントロジーの分派「最後の審判プロセス教会」（Process Church of the Final Judgment）を拠り所としていた。「最後の審判プロセス教会」はアドルフ・ヒトラーを崇拝し、最後の審判において自分達が選民として役割を果たすと信じていた。マンソンはエリック・バーンの交流分析や、火星人の教育を受けた主人公が新宗教を開くが地球人に殺されるという筋のハインラインによるSF小説『異星の客』に影響を受けた。
マンソンはカルマ思想やヒンドゥー教の左道タントラに訴え、「死は変化に過ぎない」「魂や霊は死ねない」「善も悪も存在しない」と語った。マンソンはブラックムスリムやブラックパンサー党などの黒人達が蜂起して白人に戦争を仕掛け、白人を全滅させて世界を支配するという最終戦争を確信していた。この人種戦争が勃発する日をマンソンは「ヘルタースケルター」（ヘルター・スケルター）と呼んだ。マンソンはビートルズの『ホワイト・アルバム』の曲にハルマゲドンによる革命と救世主マンソンが表されていると解釈した。マンソンは、カリフォルニア州中部のデスヴァレーに巨大な地下世界につながる穴があり、この穴の中でファミリーたちは終末戦争の間暮らすのだという幻想に取り憑かれていた。ファミリーにヘルター・スケルターへの備えを呼びかけた。戦争があると思うとファミリーは興奮して、武器や車両を蓄えて、射撃訓練にも励んだ。ついにはマンソンが殺せと言えば人殺しも辞さない殺人集団へと変貌していく。マンソンのコミューンは金銭問題や信者らの緊張関係、警察からの外的な圧力によってマンソンの妄想が過激化していった。

### 連続殺人事件
1969年7月、自宅に2万ドルの遺産を隠しているという噂があったゲイリー・ヒンマンという麻薬の売人で音楽教師の下を、マンソン・ファミリーのメンバーであるボビー・ボーソレイユ、スーザン・アトキンズ、メアリー・ブルンナーの3人と訪れた。金が集まらず、ボーソレイユはマンソンの命令でヒンマンをナイフで刺殺。ヒンマンの血で壁に「政治豚」（Political Pig）と書き、黒人解放組織ブラックパンサー党の仕業に仕立て上げた。黒人の隠語でPig ピッグ（豚）は「白人」を意味した。マンソンは黒人の隠語を書いて黒人の仕業であると偽装して、この事件から人種戦争が始まると確信していた。
まもなくボーソレイユが車両窃盗、メアリー・ブルンナーもクレジットカードの不正利用で逮捕された。マンソンは数件の残忍な殺人事件を計画し、ファミリーのメンバーであるテックス・ワトソン、スーザン・アトキンズ、パトリシア・クレンウィンケル、リンダ・キャサビアンに実行を命じた（「テート・ラビアンカ殺人事件」)
。1969年8月9日、ロマン・ポランスキーの妻で当時妊娠8か月だった女優のシャロン・テートと、元婚約者で世界的なヘア・スタイリストのジェイ・セブリング、夫ポランスキーの親友ヴォイテック・フライコウスキー、その恋人でコーヒー財閥の相続人アビゲイル・フォルジャーが自宅で殺される。数日後、同じ手口でスーパーマーケットチェーンのオーナーだったラビアンカ夫妻が殺された。

### 逮捕

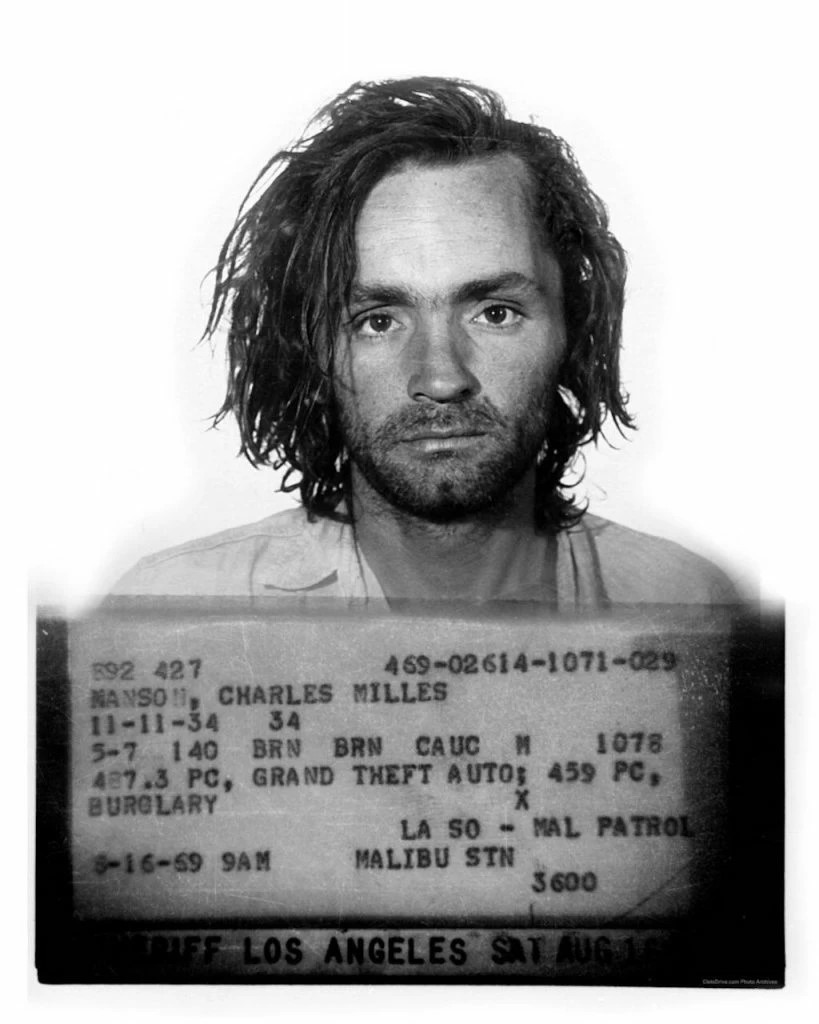
サン・クエンティン州立刑務所でのマグショット（1971年撮影）

この事件から1週間以内に警察が車両窃盗の容疑でスパーン牧場に家宅捜索を行い、マンソンは他のメンバーと逮捕された。証拠不十分で全員釈放となる。
1969年10月。ボーソレイユの恋人であるキティ・ルートシンガーが逮捕され、自分の無実を証明するためにファミリーの悪行を自白。別の軽犯罪で逮捕されていたスーザン・アトキンズが、テート・ラビアンカ事件の真犯人は自分だと同房囚に自慢した。話を聞いた同房囚が看守に密告し、実行犯やマンソンは逮捕された。マンソンは取り調べや裁判で殺人の指示を認めず、自分に心酔したメンバーが勝手にやっただけだと主張した。裁判を受けた3人の女性信者も従ったが、事件に罪悪感を感じていたリンダ・キャサビアンは、検察側証人として証言しマンソンを激怒させた。公判中は検察や証人、世間を嘲弄しマスコミから注目を浴びた。
マンソンは遂に自ら殺人を実行する事はなかったが、テート・ラビアンカ殺害事件に関して実行犯の女性信者3名全員が終身刑となると、自身も1971年4月19日に死刑判決を受けた。1972年2月にカリフォルニア州では死刑制度が一時的に廃止され、終身刑に減刑された。後年同州の死刑制度は復活し、マンソンはカリフォルニア州刑務所で服役を開始。
獄中では最後まで罪を認めず、反省や後悔、謝罪の様子を見せず、支持者から届く大量の手紙を読み、作詞作曲に励んだ。1981年、獄中のマンソンは事件後初の取材に応じた。
服役中に度々仮釈放申請が出され、マスコミの関心を集めている。2007年の仮釈放に向けて通算11回目の申請を行ったが、「依然として他者に理不尽な危険を及ぼしており、接触する人間に危害を加える恐れがある」として却下された。2012年には通算12回目の仮釈放の申請を行ったが却下されている。
2014年11月、9年前からマンソンと交流を続けてきた26歳の女性が、自分はチャールズ・マンソンの妻だとCNNの取材に答えており、獄中結婚の手続きに入ったと報じられたが、女性がマンソンの遺体をガラス張りのショーケースに納めてロサンゼルスで陳列し、大儲けしようと企んでいた事が発覚。婚約は解消された。

### 晩年
2017年1月1日。カリフォルニア州の刑務所からベーカーズフィールドのマーシー病院に胃腸出血で緊急入院した。ある情報筋は、ロサンゼルス・タイムズにマンソンは重病であると語った。彼は1月6日までに刑務所に戻った。彼が受けた治療の内容は開示されなかった。2017年11月19日にカリフォルニア州ベーカーズフィールドの病院にて急性心筋梗塞で死亡。83歳没。

## サブカルチャーとの関連
マンソンの裁判と有罪判決以来、マンソンの名とそのイメージはアメリカン・ポップ・カルチャーにおいて「負のシンボル」として広く知れ渡り、そのイメージは多くの音楽家や芸術家によって用いられた。例えばマリリン・マンソンは、マリリン・モンローを「美の象徴」、チャールズ・マンソンを「悪の象徴」と捉え、それを合わせた名を芸名に名乗る。
成功することはなかったがマンソン自身は音楽家であり、いくつもの歌を作っている。殺人事件が明るみに出る以前、彼はザ・ビーチ・ボーイズのデニス・ウィルソンを始めとする著名な音楽家と友人関係にあった。マンソンによれば、ビートルズの楽曲『ヘルター・スケルター』は、マンソンの画策した同名の黙示、人種間の戦争（Race war）、殺人を引き起こすことを想定した曲であるという。彼に関連するロックと、大衆文化による悪名を得た当初から、マンソンは狂気、暴力、そして恐怖の象徴となった。最終的に、この単語はマンソン裁判の担当検事で、後に作家となったヴィンセント・ブーリオーシが書いたマンソンの殺人についての著書『ヘルター・スケルター』の題名に使われた。これは1976年に『ヘルター・スケルター』としてテレビ映画化され、スティーヴ・レイルズバックがマンソンを演じている。2019年にはこの事件をモチーフとした映画『ワンス・アポン・ア・タイム・イン・ハリウッド』が公開された。監督はクエンティン・タランティーノ、出演はレオナルド・ディカプリオ、ブラッド・ピットら。マンソンはデイモン・ヘリマンが演じている。

## アルバム

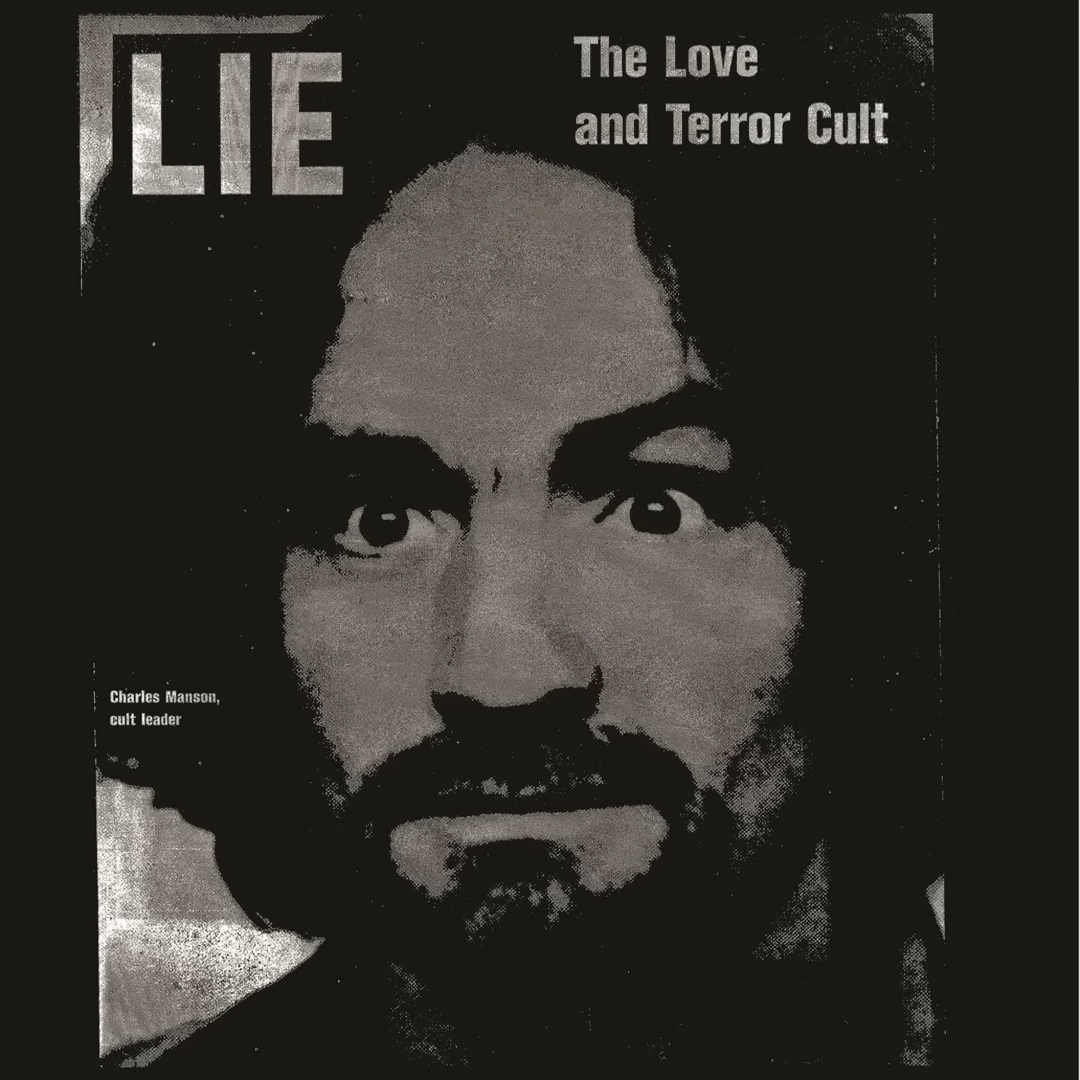
Lie- The Love & Terror Cult

マンソンは1967年から録音を始め、1968年8月にゴールドスタースタジオで録音し、オーバー・ダビングも1968年8月に行われた。1970年にPhil Kaufmanがプロデュースし、マンソンのアルバム「Lie: The Love and Terror Cult」がAwareness Recordsから発売された。1974年にはESPディスク・レコードからも再発された
Lie: The Love and Terror Cult、1970、Awareness Records

## 備考
- Jonathan Barnbrookが作成した欧文書体、「MASON」はチャールズ・マンソンに由来する[18]。
- 連邦捜査局（FBI）の元捜査官査官ロバート・K・レスラーは、服役中のマンソンと対談を行ったことがある。最初は警戒していたが意図が分かると協力的にどのように若者たちを操ったか話した。ワイドショー番組「ザ・ワイド」の特番では麻原彰晃との共通点を指摘し、ともにサイコパスであると主張した。
- 一時期、隣の監房に心理学者のティモシー・リアリーがおり、アドバイスをしたことがある。
- マンソンを狂信していた女性信者3人のうち1人でシャロン・テート殺害事件の実行犯スーザン・アトキンス（英語版）は、2009年9月24日に獄死した[19]。
- 息子は少なくとも2人いる。実子でミュージシャンのマシュー・ロバーツは、生まれてすぐ養子に出され、父を知らずに育った。後に自身の手で調べて父のことを知り、悩んだ末に雑誌に告白した[20]。信者のメアリー・ブルンナーとの間に生まれたもう1人の息子は生前は父親と接触しなかったが死後、彼を正当化する告白をしたことがある[21]。